# Le Messager FC de Ngozi
Le Messager Football Club là một câu lạc bộ bóng đá Burundi, thành lập năm 2005 và hiện tại thi đấu ở Giải bóng đá ngoại hạng Burundi.

## Sân vận động
Hiện tại đội bóng dang chơi trên sân nhà Stade Omnisports Ivyizigiro có sức chứa 5.400 chỗ ngồi.

## Tham gia giải đấu
- Giải bóng đá ngoại hạng Burundi: 2012–
- Giải bóng đá hạng nhì Burundi: ????–2012